# Огре
О́гре (латыш. Ogreо файле; официальное название до 1917 года — Огер) — город (с 1928 года) в центральной части Латвии. Расположен на правом берегу Даугавы, при впадении в неё реки Огре, в 35 километрах к юго-востоку от Риги.
С 2021 года — город государственного значения («государственный город») и центр Огрского края.
Основан в 1874 году. Одноимённая железнодорожная станция на линии Рига — Крустпилс. Климатическая курортная местность.

## Этимология
Название города произошло от реки Огре (старинное русское название этой реки — Угр). С XIX века бытует легенда о том, что название реки произошло от русского слова «угорь». Согласно этой легенде, российская императрица Екатерина I, проезжая по здешним окрестностям, отправила своих солдат искать речку, где в изобилии водились угри, и в честь этой рыбы назвала реку. Впрочем, это лишь легенда: нынешнее название реки известно по крайней мере с XVII века.

## История
Археологические раскопки и хроники Ливонского ордена свидетельствуют о том, что уже в XIII веке у впадения реки Огре в Даугаву на сухих песчаных холмах, поросших сосновыми лесами, жили племена ливов и латгалов. На двух самых высоких холмах — Кентес и Зылие Калны — были расположены их городища. После вторжения крестоносцев местность отошла к рижскому епископу, затем после Ливонской войны к полякам и шведам. По итогам Северной войны 1700—1721 годов эти земли вошли в состав Российской империи.
В XIX веке в Огре, принадлежавшем Икшкильскому имению, имелось лишь несколько хуторов. Сообщение между Ригой и Огре поддерживала конная почта.
Росту Огре способствовало открытие в 1861 году Риго-Двинской железной дороги.
Рижане приметили спокойное, живописное место на берегу реки Огре, и спустя год, когда железнодорожное общество и рижские власти открыли в Огре несколько увеселительных павильонов, в окрестностях началось строительство дач, число которых очень скоро достигло нескольких сотен. В Огре долгое время не существовало промышленных предприятий, кроме картонной фабрики, которая перерабатывала лес, сплавлявшийся по одноимённой реке.
В 1904 году создан нелегальный кружок ЛСДРП, в котором принимало участие более тысячи жителей Икшкильской волости. В январе 1906 года была прислана карательная экспедиция, которая уничтожила многих участников движения.
На острове Огре во время Первой мировой войны проходили окопы, вследствие чего посёлок оказался почти полностью уничтожен артиллерийскими обстрелами.
2 января 1918 года в Огре была установлена советская власть, которая продержалась здесь до мая 1919 года.
25 февраля 1928 года Огре получило статус города. Его постоянное население на тот момент составляло около 1700 человек. В межвоенный период Огре продолжало оставаться небольшим тихим городком, раскинувшимся вдоль железной дороги.
Во время Второй мировой войны город пострадал сравнительно мало. После её окончания Огре развивался не только как курортный городок, но и как промышленный центр. Здесь был построен трикотажный комбинат, который продавал свою продукцию по всему СССР.

## Население
На 1 января 2015 года, по данным Центрального статистического управления Латвии, численность населения города составляла 24 322 человека, или 25 734 человека — по данным Регистра жителей (Управление по делам гражданства и миграции МВД Латвии).
Национальный состав населения города согласно переписи 1989 года и по оценке на начало 2022 года:
| национальность | чел. (1989) | %        | чел. (2022) | %        |
| -------------- | ----------- | -------- | ----------- | -------- |
| всего          | 29656       | 100,00 % | 22872       | 100,00 % |
| латыши         | 18007       | 60,72 %  | 16856       | 73,7 %   |
| русские        | 8396        | 28,31 %  | 4008        | 17,52 %  |
| белорусы       | 1407        | 4,74 %   | 630         | 2,75 %   |
| поляки         | 487         | 1,64 %   | 302         | 1,32 %   |
| украинцы       | 687         | 2,32 %   | 296         | 1,29 %   |
| литовцы        | 216         | 0,73 %   | 148         | 0,65 %   |
| немцы          | 58          | 0,2 %    |             |          |
| эстонцы        | 46          | 0,16 %   |             |          |
| цыгане         | 17          | 0,06 %   |             |          |
| другие         | 335         | 1,13 %   | 632         | 2,76 %   |

## Промышленность
В городе находился Огрский трикотажный комбинат, занимавший площадь более 8 гектаров. Изделия предприятия были известны далеко за пределами Латвии. Оно успешно сотрудничало со странами дальнего и ближнего зарубежья. Начиная с 1998 года комбинат начал приходить в упадок и вскоре был закрыт.
В северной части города действовало старейшее предприятие города — картонная фабрика, также ныне закрытая.

## Транспорт

### Железнодорожный транспорт
Через город проходит железнодорожная линия Рига — Крустпилс (электрифицированный участок Рига — Айзкраукле). На территории города расположена станция Огре и два остановочных пункта: Яуногре (со стороны Риги) и Парогре (со стороны Айзкраукле). На станции Огре делают остановку все поезда, кроме поездов международного сообщения.

### Автомобильный транспорт
Через город проходит государственная автодорога A6 (Рига — Даугавпилс — Краслава — Патарниеки). Также в город ведёт региональная трасса P5 Улброка — Огре.
Рядом с железнодорожным вокзалом Огре находится автовокзал. Имеется несколько внутригородских автобусных маршрутов.

## Образование и культура
Система образования в Огре представлена 3 общеобразовательными школами (в том числе 1 русскоязычная), гимназией, 7 детскими садами (в том числе 1 русский), техникумом, музыкальной школой (здание было построено в 1925 году как гостиница), художественной школой.
Действуют три церкви: православная, католическая (1997) и евангелическо-лютеранская (1936).
В Огре также находятся: дом культуры, детский санаторий (1927), пансионат (1925), спортивный комплекс, плавательный бассейн, ледовый комплекс, эстрада, дендрологический парк (находится на возвышенности Лаздукалнс, латыш. Lazdukalns).
Исторические места: братские могилы русских и немецких солдат Первой и Второй мировых войн; напротив католической церкви размещён памятный камень жертвам коммунистических репрессий. Примечательные здания: почта (1930), гостиница Ausbika (1927), книжный магазин (1912).

## Спорт
22 мая 1988 года в программе дней лёгкой промышленности прошёл первый в СССР коммерческий марафон по маршруту Рига — Огре. Спонсором соревнований выступил Огрский трикотажный комбинат.

## Известные люди

### В городе родились
- Оскар Калнин (1895—1920) — кавалер двух орденов Красного Знамени РСФСР.
- Гунар Цилинский (1931—1992) — актёр, режиссёр, народный артист СССР (1979).
- Андрей Прохоренков — латвийский футболист. Играл в составе сборной Латвии на чемпионате Европы 2004 года.
- Каспарс Берзиньш — латвийский профессиональный баскетболист.
- Айя Андреева — латвийская певица.
- Олег Жаткин — латвийский футболист.
- Оскар Бартулис — латвийский хоккеист.
- Анете Штейнберга — латвийская профессиональная баскетболистка.

### В городе жили
- Волдемарс Кетнерс (1949—2009), радиолюбитель-конструктор (Золотая медаль ВДНХ, 1989 г.)
- Раймондс Вейонис (р. 1966), 9-й президент Латвии[13][14]

## Города-побратимы
- Жуэ-ле-Тур (Франция, с 2005 года)
- Слоним (Белоруссия)
- Чернигов (Украина)
- Хенгело (Нидерланды)

## Галерея

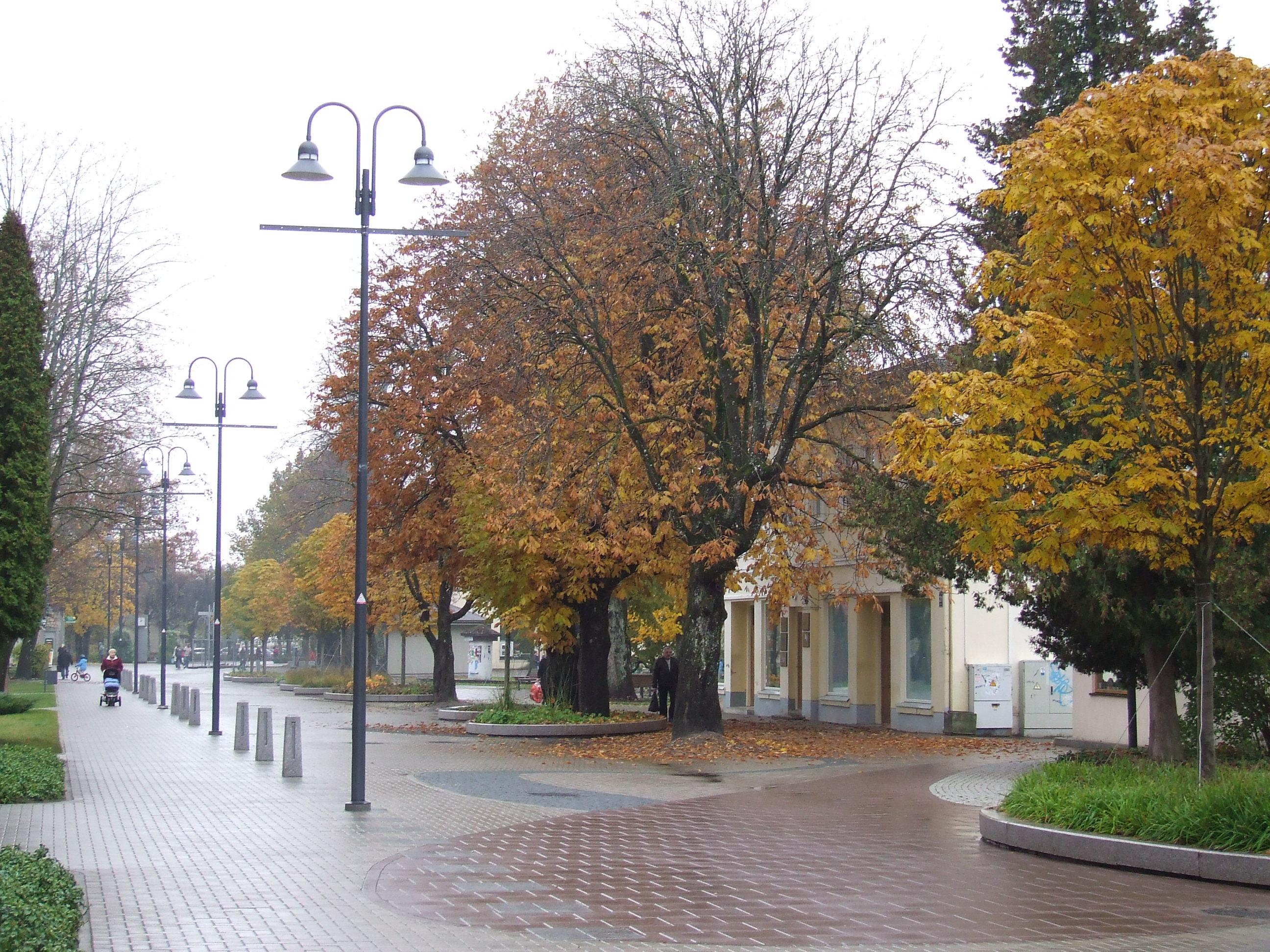
Улица Бривибас
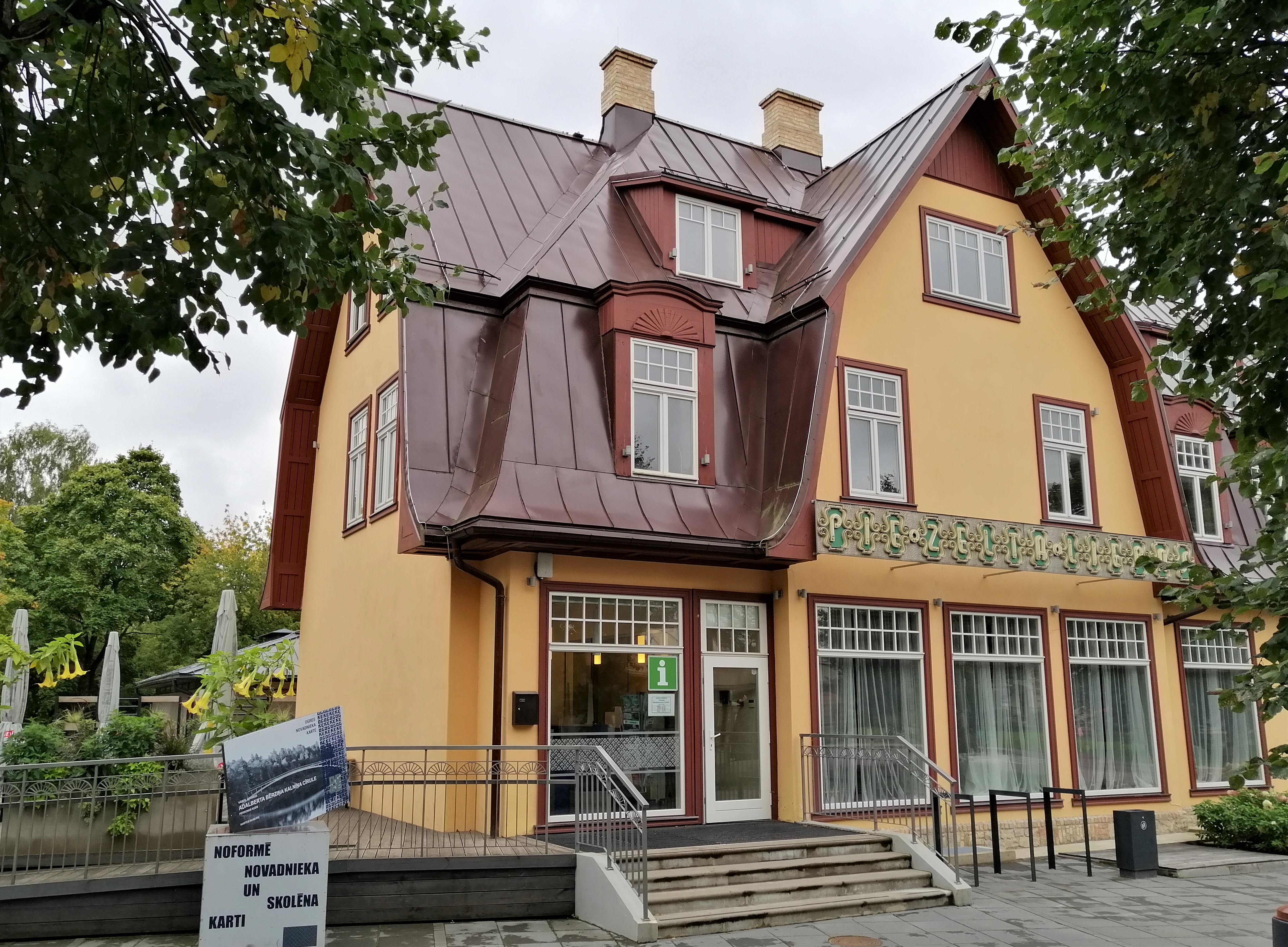
«У Золотой липы»
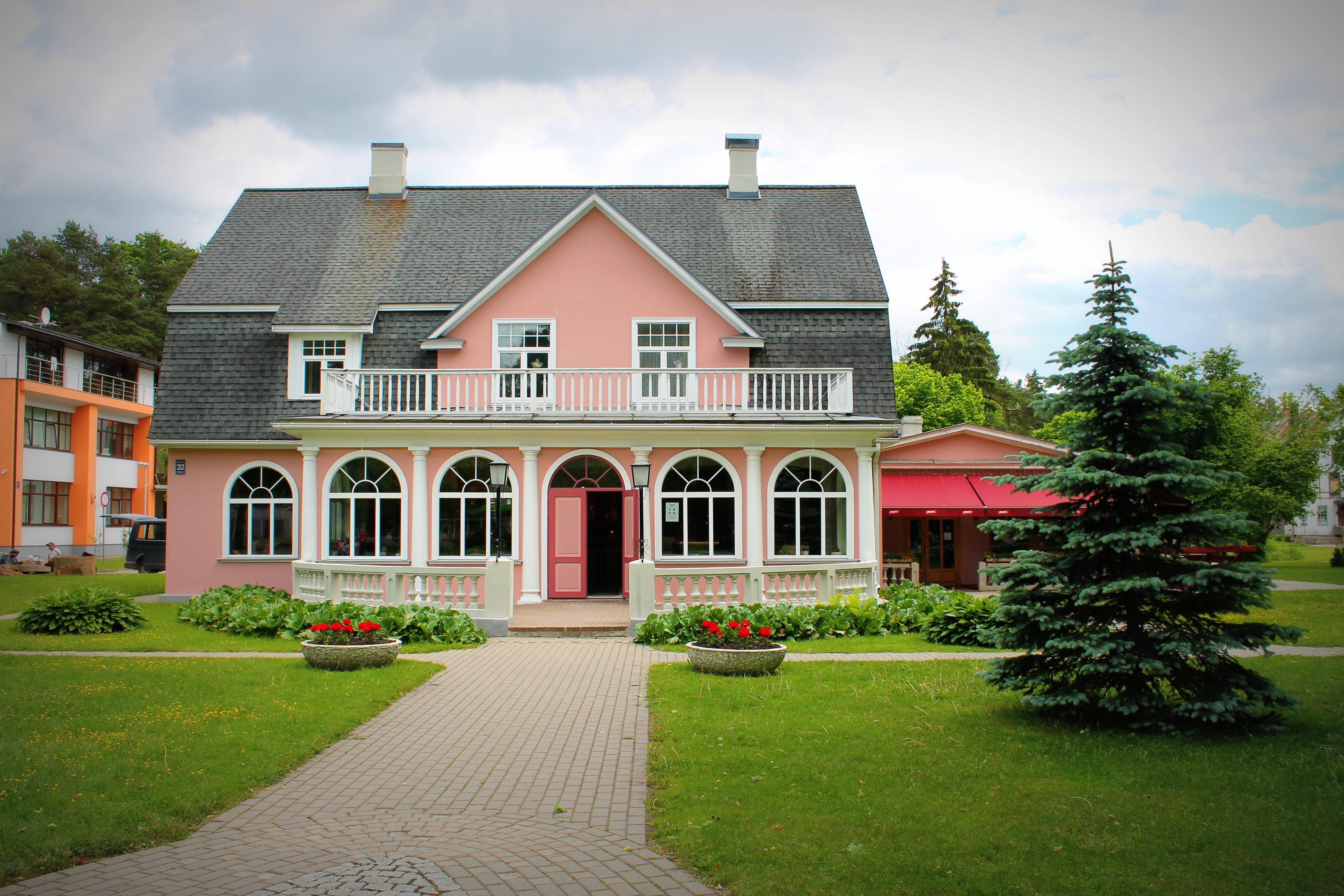
Курортный дом
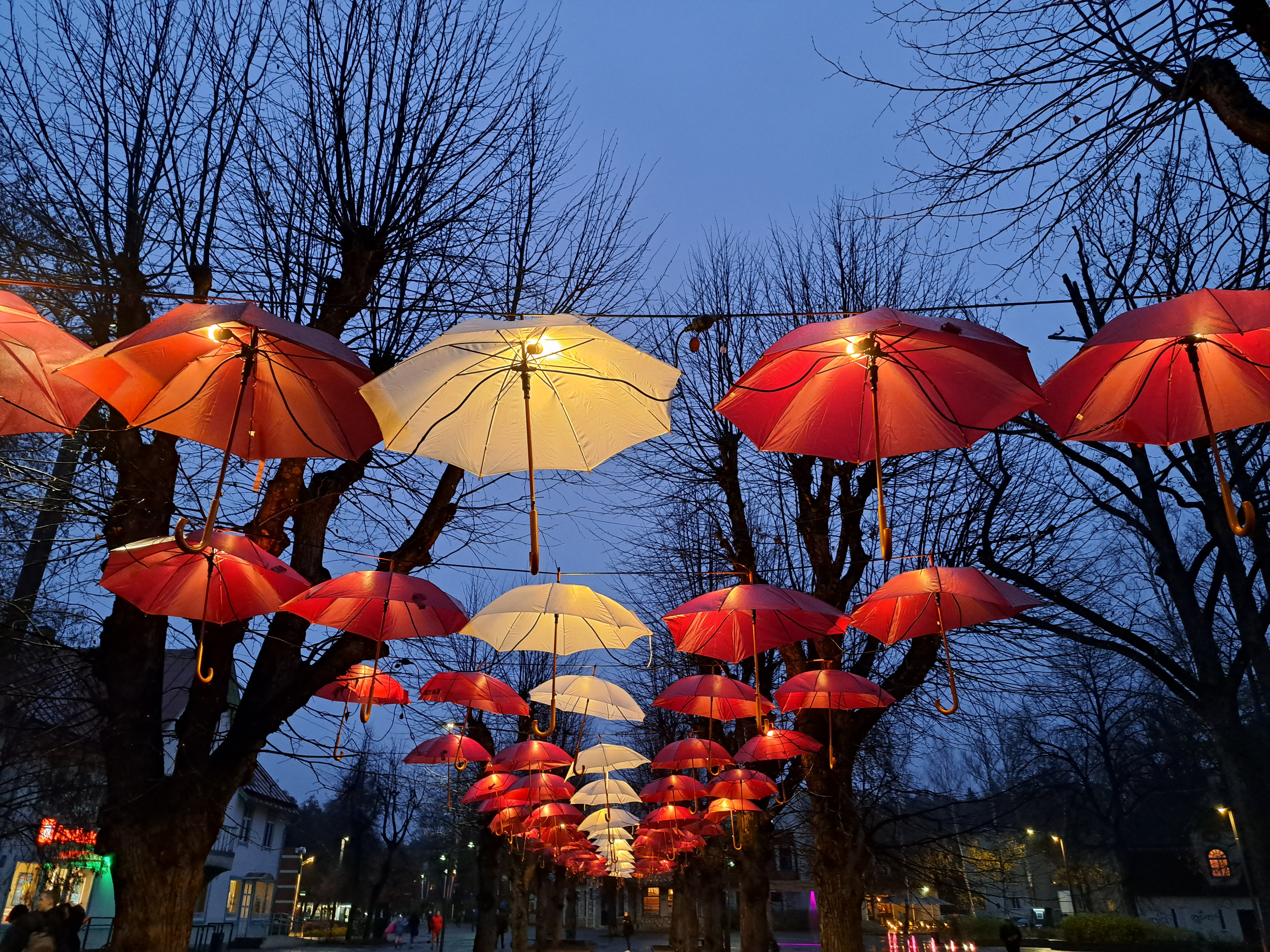
Зонтики на улице Бривибас
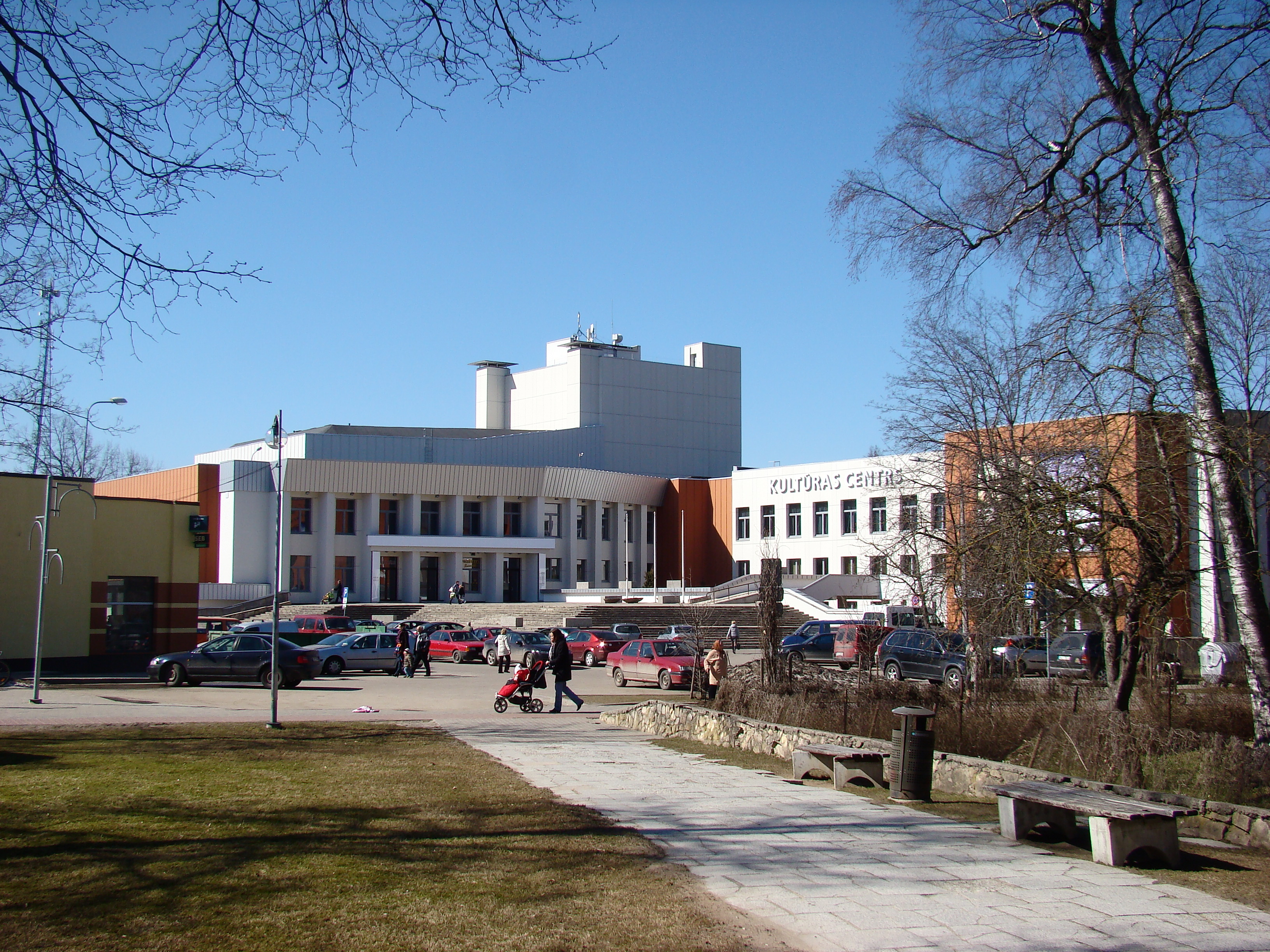
Центр культуры
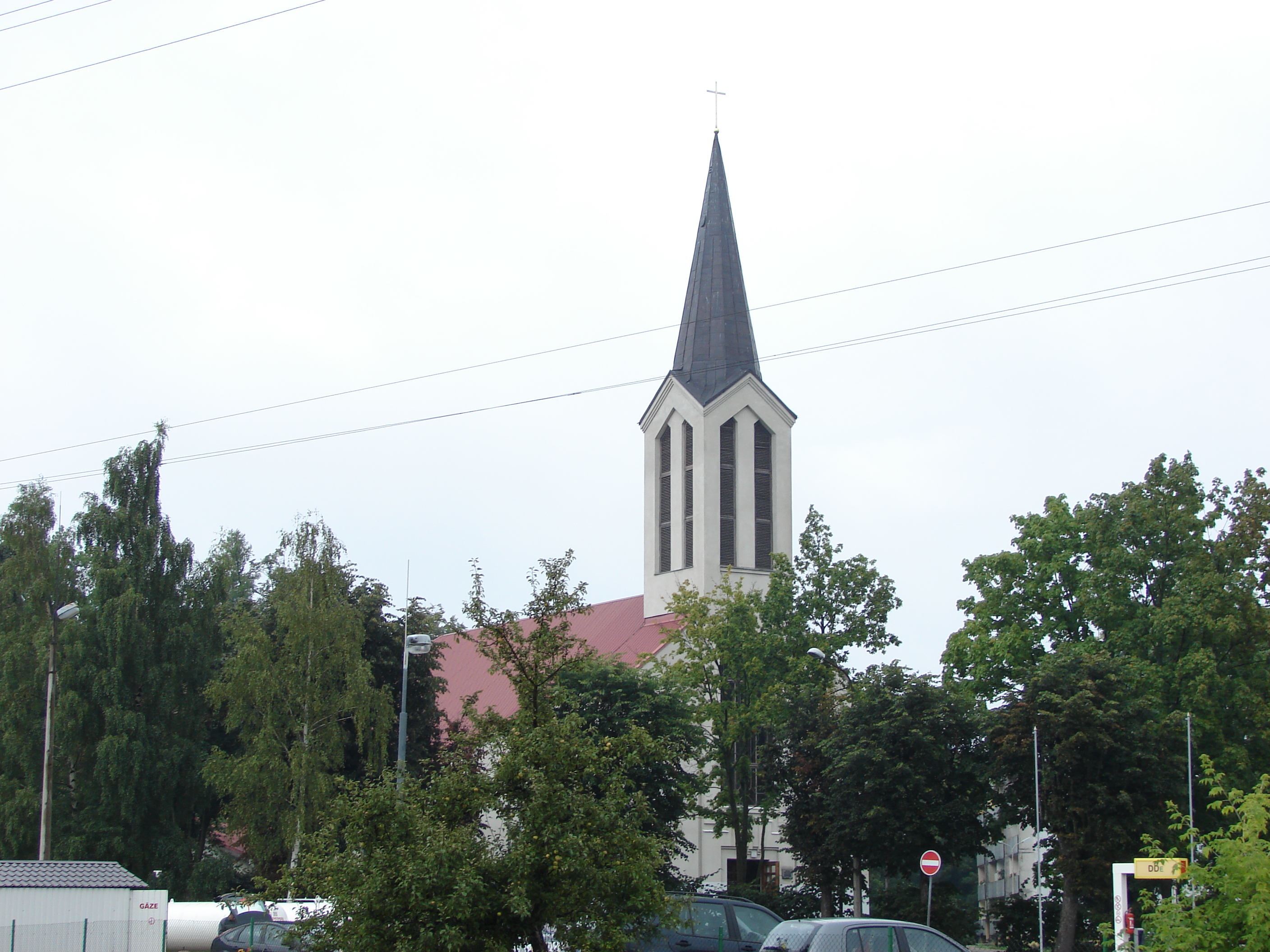
Католическая церковь
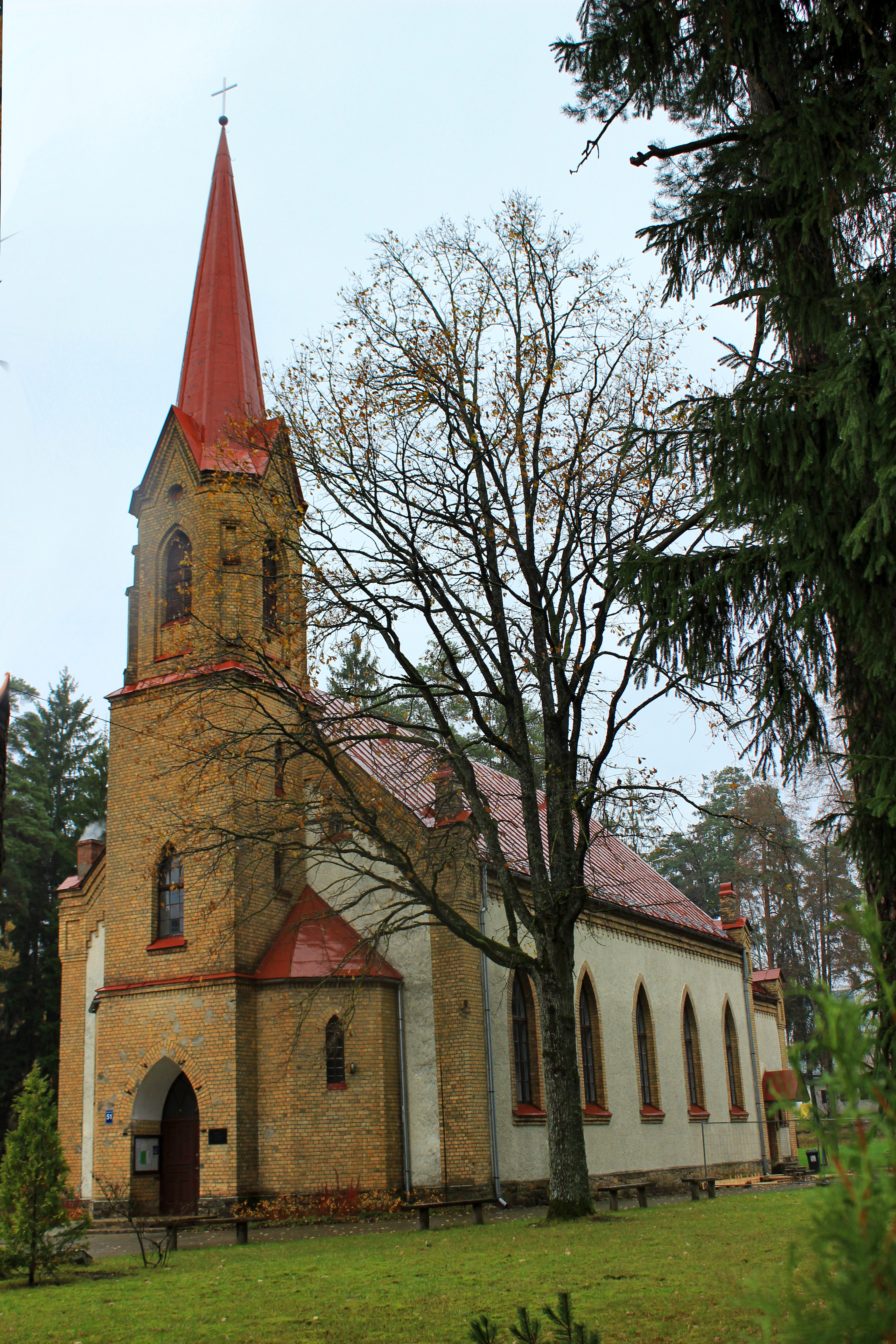
Лютеранская церковь
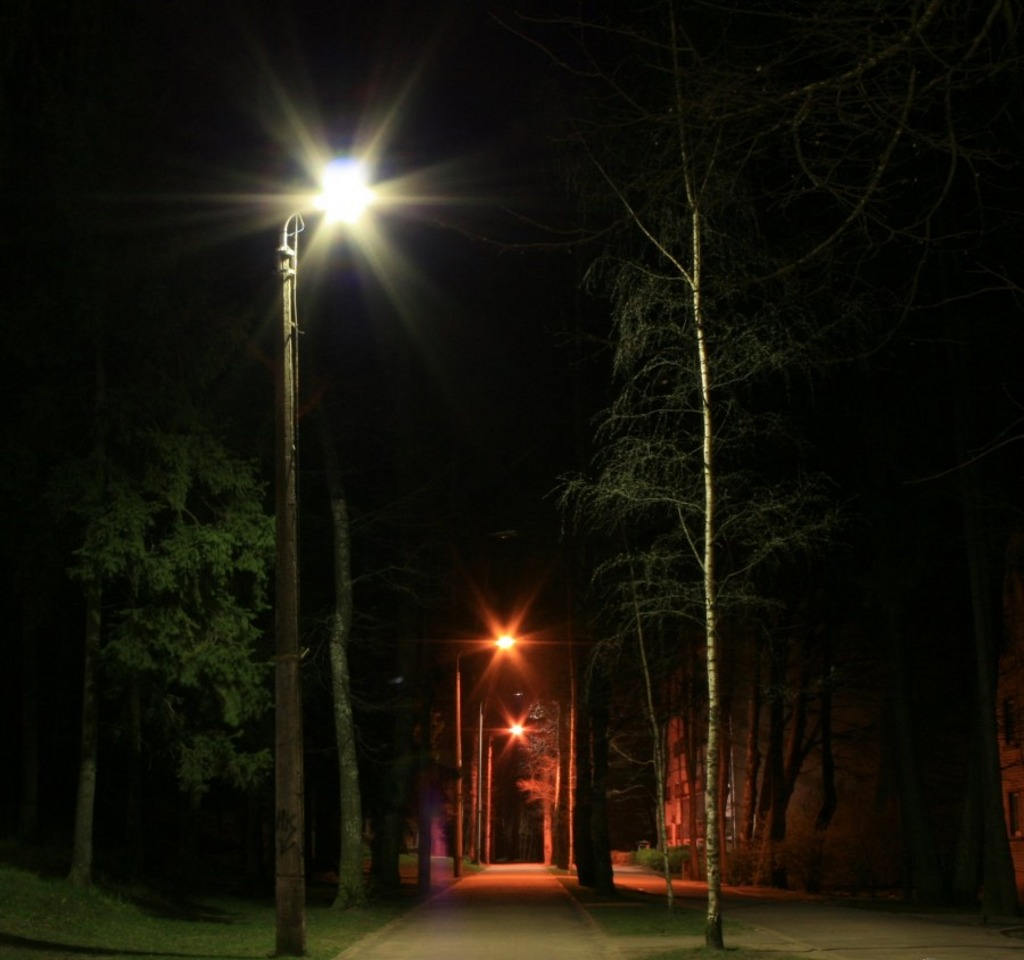
Аллея Берзу
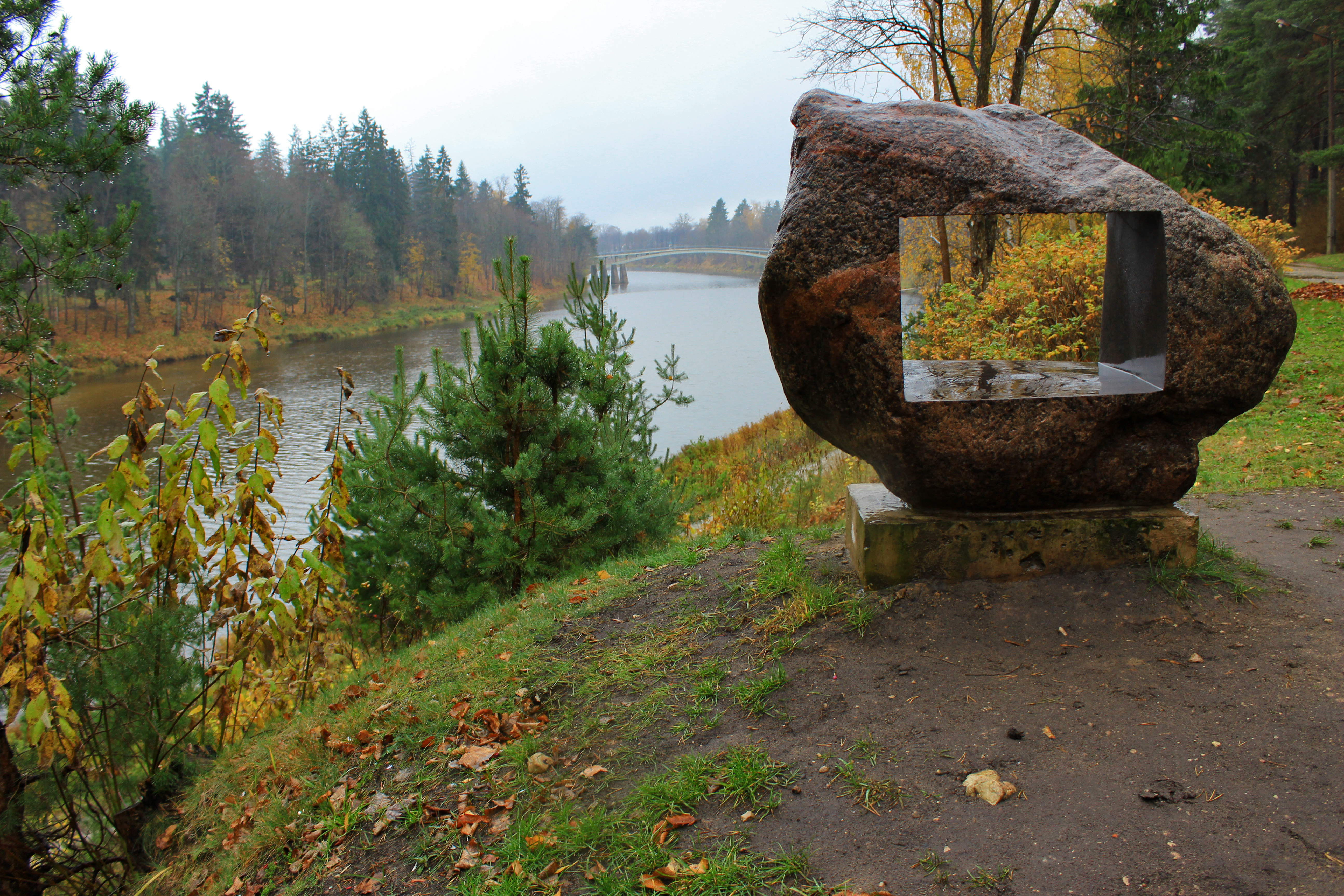
Река Огре в черте города
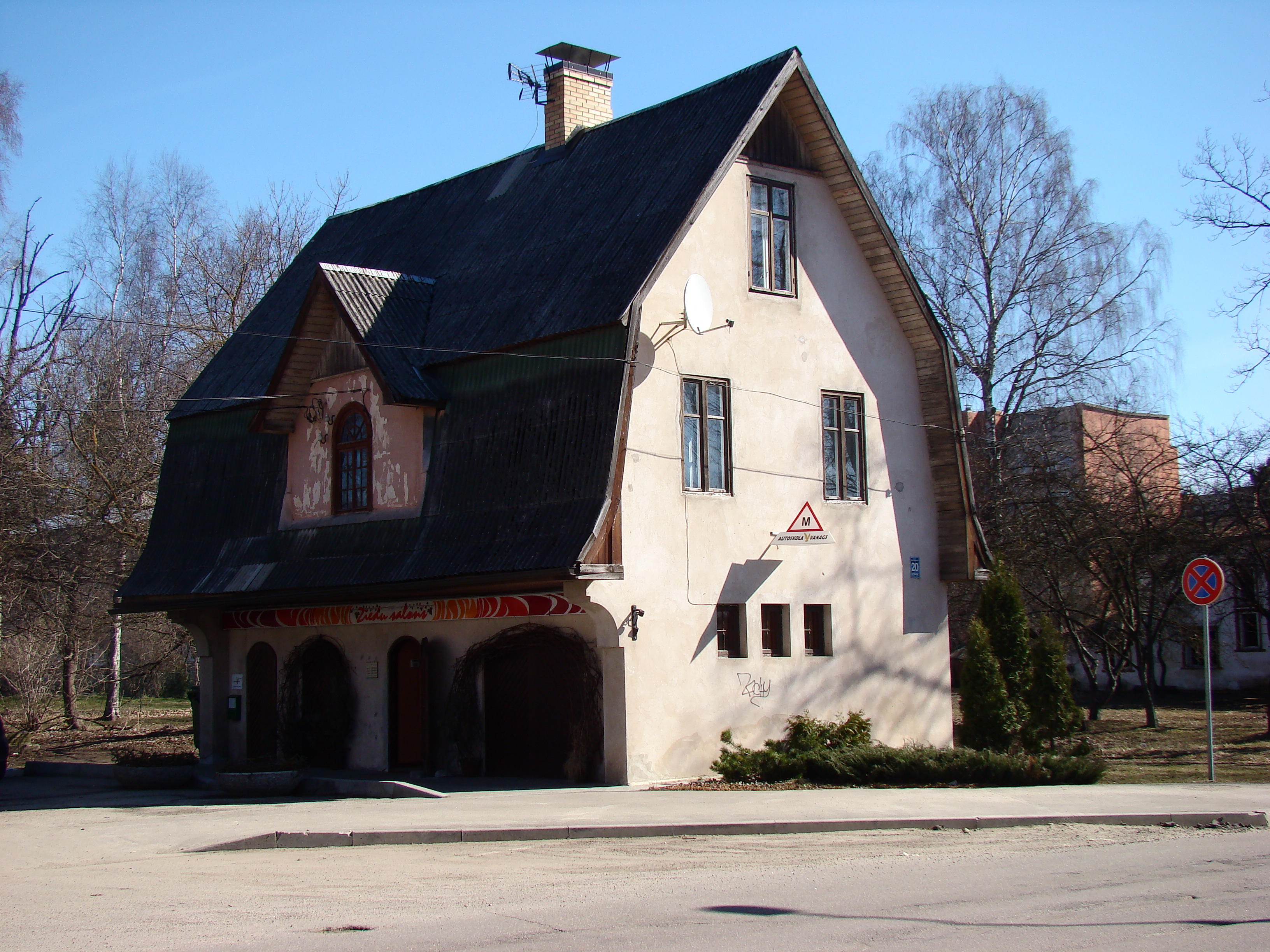
Жилой дом
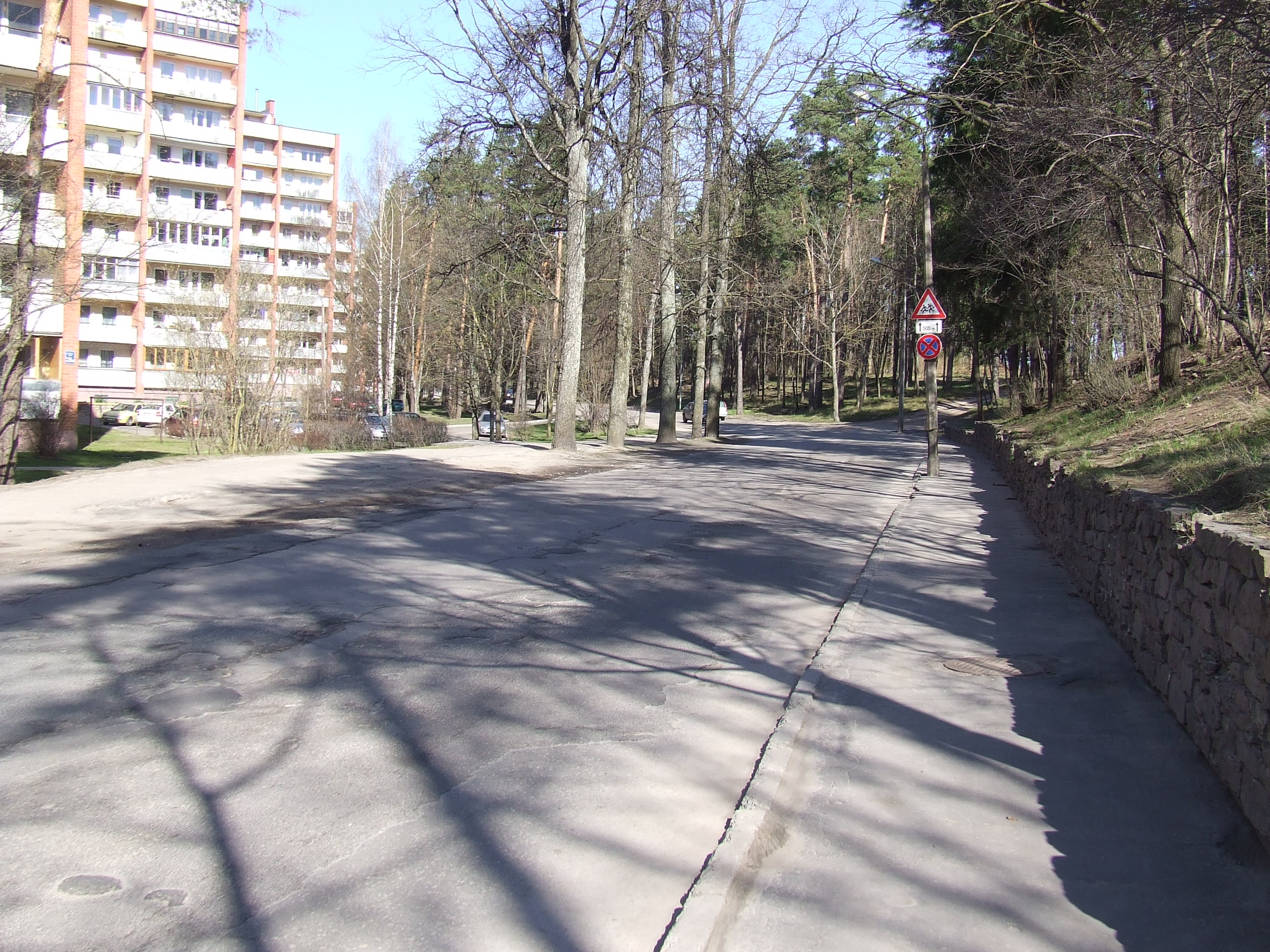
Улица Тинужу
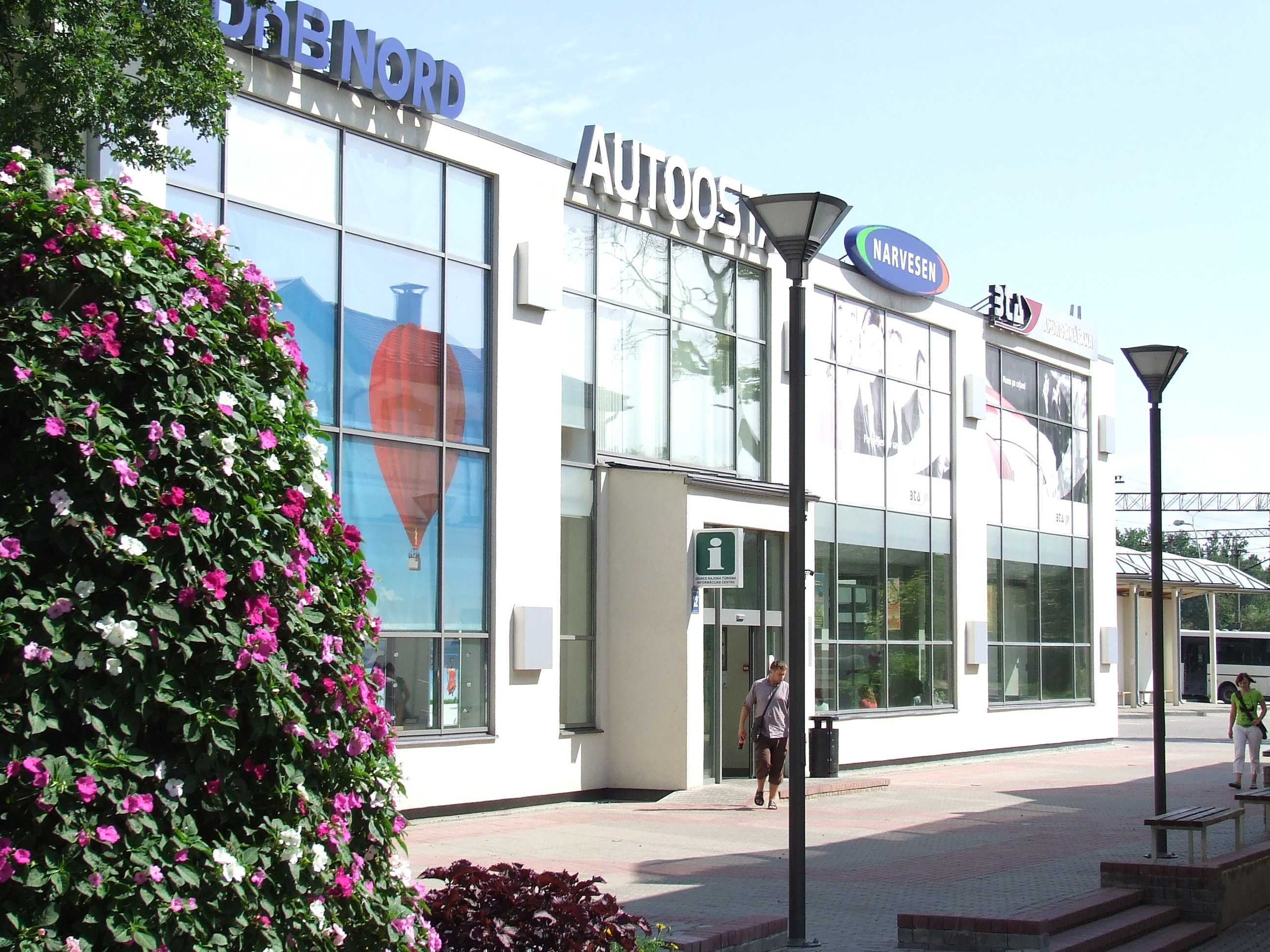
Автовокзал
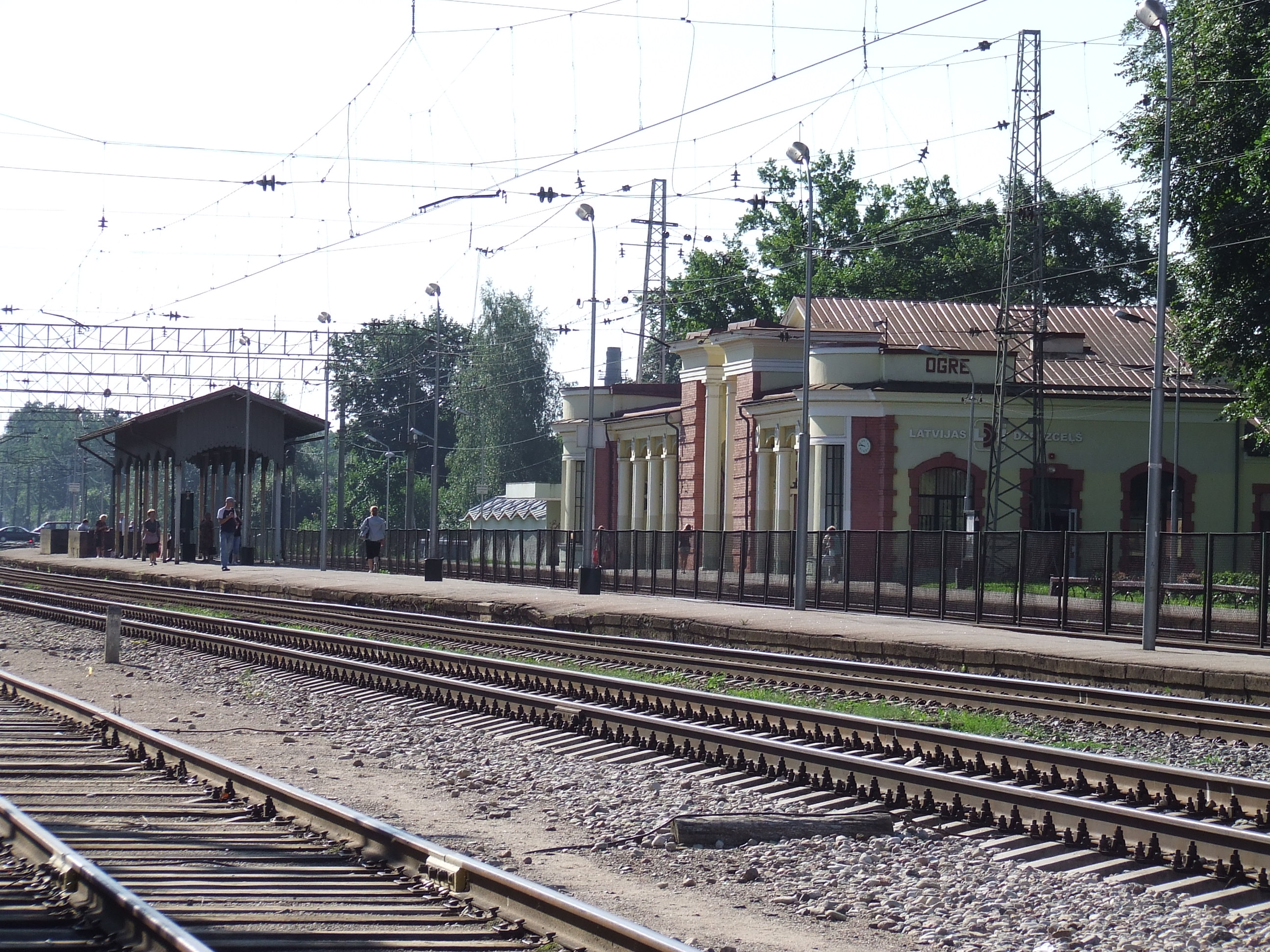
Железнодорожный вокзал
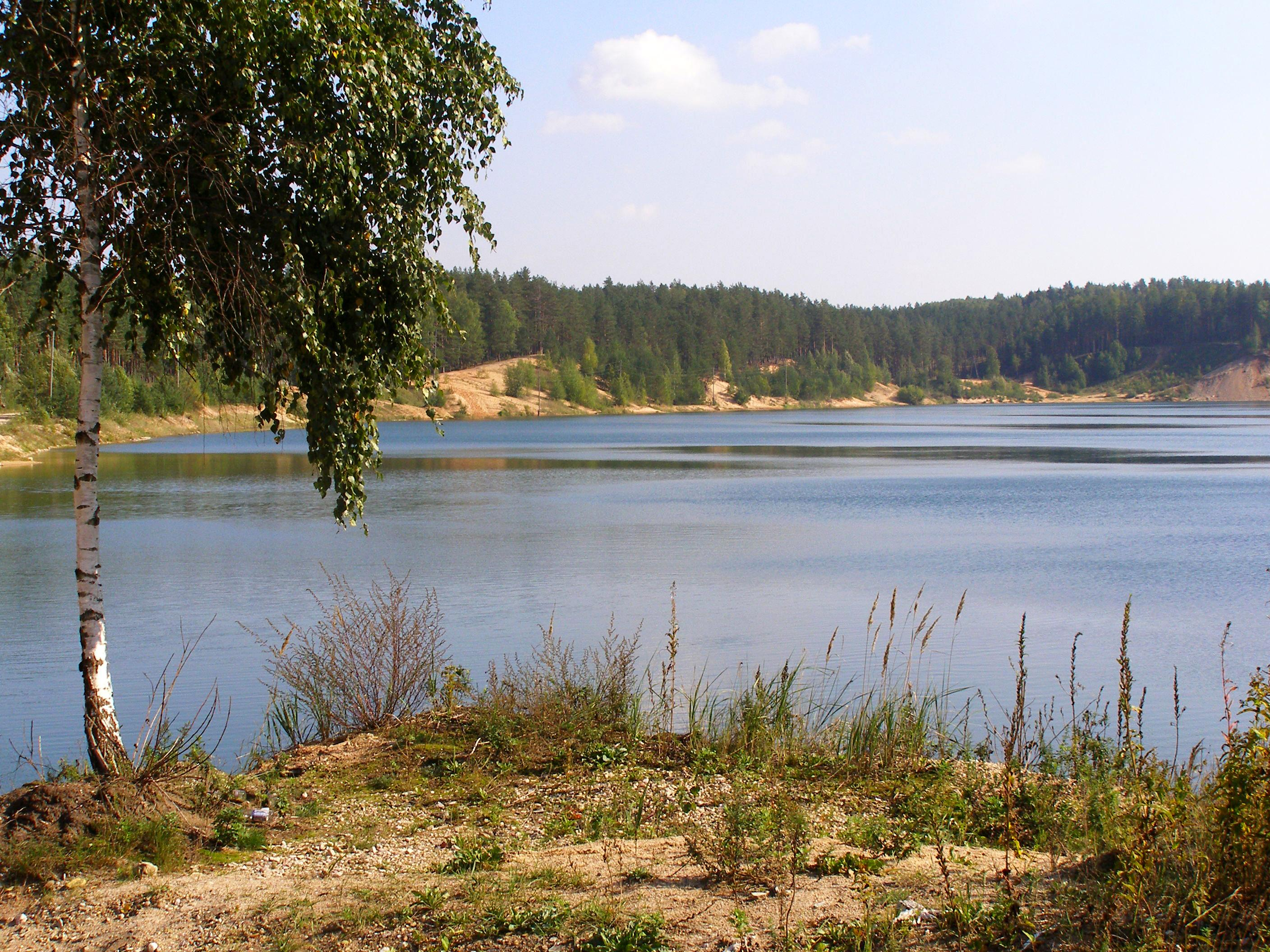
Карьер